# 조여정
조여정(1981년 2월 10일~)은 대한민국의 배우이다.

## 경력

### 젊은 시절, 경력
1997년 고등학교 2학년 17세 때 패션 잡지 《쎄씨》(CeCi) 커버 모델로 데뷔하였고, 어린이 프로그램 《뽀뽀뽀》의 역대 최연소 '뽀미 언니'로 활동하였다. 최창민, 송혜교, 김승현 등 당시 청춘스타들이 대거 출연한 시트콤 《나 어때》를 시작으로 텔레비전 드라마를 통해 자신의 연기 경력을 시작했다. 
《야인시대》(2002), 《장희빈》(2002년), 《애정의 조건》(2004), 《얼마나 좋길래》(2006), 《집으로 가는 길》(2009) 등 다수의 드라마, 뮤직 비디오 및 TV 광고에서의 활약에도 불구하고 그녀는 또래의 전지현, 송혜교, 김민희, 배두나 등 또래의 패션지 모델 출신 배우들이 하나 둘 청춘 스타로 인기를 얻기 시작한 것과 달리 조여정은 청순한 이미지로 주목 받았을 뿐 이렇다 할 대표작을 만나지 못했다. 이 기간 동안, 그녀는 또한 자신에게 제한된 역할이 제공되는 것에 만족하지 못했다.

### 2010-2014: 방자전, 주목을 받다
2000년대 여러 작품을 찍었음에도 대중들에게 크게 돋보일 기회가 없었던 조여정은 그 후 2010년 조선 로맨스 영화 《방자전》에서 첫 스크린 주연을 맡아 이 영화를 기점으로 배우로서 제2의 인생을 시작했다고 해도 과언이 아닐 만큼 이미지 변신에 성공하며 큰 주목을 받았다. 고전 소설 춘향전을 방자의 시각으로 각색한 영화로 과감한 노출 장면이 포함되어 있기 때문에 몇몇 여배우에 의해 거절되기도 했지만 그녀만의 동양적인 관능미로 무한 매력을 발산했다. 영화는 전국 300만에 가까운 관객을 동원하며 흥행에도 성공했다.
 이 시기에 그녀는 드라마 《로맨스가 필요해》(2011)에서도 눈에 띄는 활약을 했고, 지금처럼 케이블 드라마의 입지가 지금같지는 않았던 시대었음에도 2030 여성시청층을 사로잡게 되면서 매니아층을 만들었다.
2012년 조여정은 영화 '방자전'에 이어 에로틱 궁중사극 영화 《후궁: 제왕의 첩》을 통해 사랑 때문에 후궁이 되고 살기 위해 변해야 했던 여인 화연으로 분하며 파격 노출 연기에 도전했다. 그녀는 김대승 감독과 함께 일하기를 원했기 때문에 대본을 읽은 후 바로 출연을 결정했다고 한다. 이 영화는 260만 관객을 모으며 나쁘지 않은 흥행성적을 기록했다.
2012년 로맨틱 코미디 드라마 《해운대 연인들》에서 그녀는 시원시원하면서 털털한 매력의 여장부 고소라 역할을 연기했다. 1년 후, 조여정은 16년간 여배우로 살아오면서 건강하게 먹고, 바르게 생각하고, 스스로를 사랑하는 삶에 대한 생각을 담은 에세이집 《조여정's 힐링 뷰티》가 출판되었다. 2014년에 조여정은 두 편의 영화에 출연했다. 베트남전쟁이 막바지로 치닫던 1969년 엄격한 위계질서와 상하관계로 맺어진 군 관사 안에서 벌어지는 남녀의 비밀스럽고 파격적인 사랑이야기를 다룬 영화 《인간중독》에서는 김진평 대령(송승헌 분)의 아내 이숙 역할을 연기, 모든 면에서 완벽하지만 남편의 출세를 위해 두 발 벗고 나서는 푼수끼 있는 부인을 잘 표현해내며 《방자전》의 김대우 감독과 다시 작업했다. 프랑스 범죄액션 '포인트 블랭크'를 리메이크한 영화 《표적》에서는 침착하고 강인한 성격과 따뜻한 모성애를 지닌 납치 된 아내 희주 역할을 연기했다. 제34회 한국영화평론가협회상 여우조연상을 수상하며 연기력을 인정 받았다.

### 2015~: 배우로서 인정 받게 된 역할들

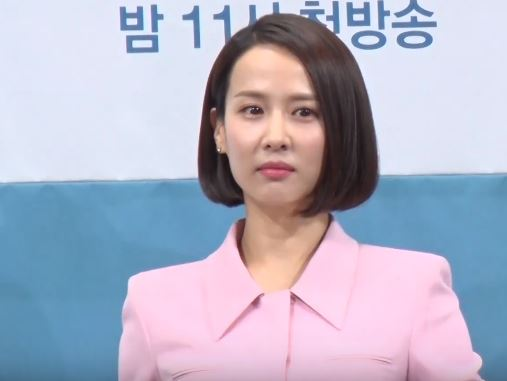
2019년 영화 《기생충》 제작보고회에서 조여정.

2015년 조여정은 로맨틱 코미디 영화 《워킹걸》에서 출연했고, 이 영화는 실체는 허당인 두 워킹걸들의 은밀한 동업 이야기를 담은 영화로 완벽주의자 커리어우먼 보희 역할로 첫 코믹연기에 도전했다. 그녀는 이 영화에 출연에 있어서 특별한 애정을 갖고 있다고 밝히며, 여성 영화에 대한 소신을 밝혔다.
| “ | “'워킹걸'이 잘돼애 많은 여자 이야기, 여배우들이 할 작품이 나올 것이다. 그래서 큰 의미를 갖고 있는 작품"이라며 "관객 수가 아닌 여성영화의 진심이 그대로 전달되길 바란다. ” | ” |
|   | — 한국일보 2014년 12월 26일자 기사 중 |   |

조여정은 《해운대 연인들》 이후 3년여만에 《이혼변호사는 연애중》로 브라운관에 컴백하였다. 이 드라마에서는 안하무인의 독재자 고척희 역할을 연기하였다. 2016년 2월부터 방송 된 뷰티프로그램 《뷰티스테이션 더 쇼》에서 조여정은 자신의 리얼 시크릿 파우치와 함께 노하우를 공개했다. 2016년 출연한 단막극 《베이비시터》와 이듬해 방송 된 드라마 《완벽한 아내》에서 강렬한 연기를 선보인 조여정은 KBS 연기대상 연작·단막극 연기상과 중편드라마 부문 우수상을 수상했다.

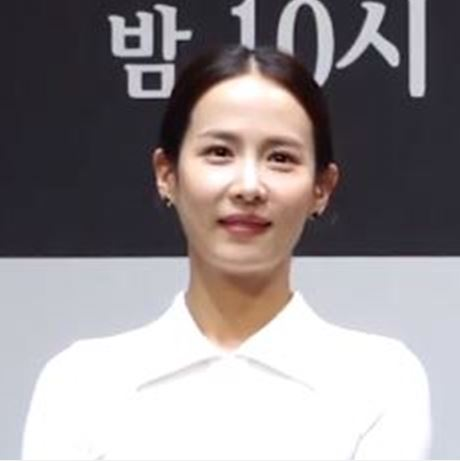
2019년 12월 드라마 《99억의 여자》의 제작보고회에서 조여정.

이후 한 동안 드라마에 전념한 조여정은 2019년 봉준호 감독의 블랙코미디 스릴러 영화 《기생충》에 출연했다. 봉준호는 그녀가 가진 특유의 맑은 느낌이 시나리오 속 연교라는 캐릭터와 정확히 맞아 떨어졌다고 캐스팅 이유를 밝혔다. 이 영화로 청룡영화상 여우주연상을 거머쥐며 연기를 인정 받았으며, 해외에서도 큰 성공을 거두면서 그녀는 뉴멕시코 영화 비평가협회에서 여우조연상, 미국배우조합상(SAG) 앙상블 연기상을 받는 등 국제적인 명성을 얻었다. 다음 작품으로 그녀는 드라마 《99억의 여자》을 선택했고, 남편의 폭력에 시달리는 절망의 인생에서 희망을 찾으려고 처절하게 발버둥치는 캐릭터를 완벽하게 표현해 냈다는 평가를 받으며 KBS 연기대상 최우수 연기상을 수상했다.

## 학력
- 분당중앙고등학교(졸업)
- 동국대학교 예술대학(연극영화학 학사)
- 동국대학교 영상대학원(공연예술학 석사)